# Filipe Luís
Filipe Luís Kasmirski (sinh ngày 9 tháng 8 năm 1985) là một nam huấn luyện viên kiêm cựu cầu thủ bóng đá chuyên nghiệp người Brazil từng thi đấu ở vị trí hậu vệ trái. Anh hiện là huấn luyện viên trưởng của câu lạc bộ Campeonato Brasileiro Série A Flamengo.

## Danh hiệu

### Câu lạc bộ

#### Deportivo
- UEFA Intertoto Cup: 2008

#### Atlético Madrid
- UEFA Europa League: 2011–12
- La Liga: 2013–14
- UEFA Super Cup: 2010, 2012, 2018
- Copa del Rey: 2012-13

#### Chelsea
- Premier League: 2014–15
- EFL Cup: 2014–15

### Quốc tế

#### U-20 Brasil
- FIFA U-20 World Cup: Hạng ba 2005

#### Brasil
- FIFA Confederations Cup: 2013
- Copa América: 2019

## Thống kê sự nghiệp
Tính đến ngày 3 tháng 3 năm 2019
| Câu lạc bộ          | Mùa giải            | Giải đấu | Giải đấu | Cúp quốc gia | Cúp quốc gia | Châu lục | Châu lục | Tổng cộng | Tổng cộng |
| Câu lạc bộ          | Mùa giải            | Trận     | Bàn      | Trận         | Bàn          | Trận     | Bàn      | Trận      | Bàn       |
| ------------------- | ------------------- | -------- | -------- | ------------ | ------------ | -------- | -------- | --------- | --------- |
| Deportivo           | 2006–07             | 19       | 0        | 7            | 1            | 0        | 0        | 26        | 1         |
| Deportivo           | 2007–08             | 33       | 1        | 2            | 0            | 0        | 0        | 35        | 1         |
| Deportivo           | 2008–09             | 38       | 2        | 2            | 0            | 10       | 0        | 50        | 2         |
| Deportivo           | 2009–10             | 21       | 3        | 3            | 1            | 0        | 0        | 24        | 4         |
| Atlético Madrid     | 2010–11             | 27       | 1        | 6            | 0            | 3        | 0        | 36        | 1         |
| Atlético Madrid     | 2011–12             | 36       | 0        | 1            | 0            | 16       | 0        | 53        | 0         |
| Atlético Madrid     | 2012–13             | 32       | 1        | 6            | 2            | 4        | 0        | 42        | 3         |
| Atlético Madrid     | 2013–14             | 32       | 0        | 7            | 0            | 9        | 1        | 48        | 1         |
| Atlético Madrid     | 2015–16             | 32       | 1        | 3            | 0            | 10       | 0        | 45        | 1         |
| Atlético Madrid     | 2016–17             | 34       | 3        | 4            | 0            | 10       | 0        | 48        | 3         |
| Atlético Madrid     | 2017–18             | 20       | 1        | 0            | 0            | 8        | 0        | 28        | 1         |
| Atlético Madrid     | 2018–19             | 17       | 2        | 0            | 0            | 5        | 0        | 18        | 2         |
| Tổng cộng           | Tổng cộng           | 230      | 9        | 27           | 2            | 66       | 1        | 323       | 12        |
| Chelsea             | 2014–15             | 15       | 0        | 6            | 1            | 5        | 0        | 26        | 1         |
| Tổng cộng           | Tổng cộng           | 15       | 0        | 6            | 1            | 5        | 0        | 26        | 1         |
| Tổng cộng sự nghiệp | Tổng cộng sự nghiệp | 417      | 16       | 47           | 5            | 81       | 1        | 545       | 22        |